# Cochranella mache
Espèce
Statut de conservation UICN

 EN B1ab(iii) : En danger
Cochranella mache est une espèce d'amphibiens de la famille des Centrolenidae.

## Répartition
Cette espèce se rencontre :
- en Colombie dans les départements de Valle del Cauca, d'Antioquia et de Chocó ;
- en Équateur dans la province d'Esmeraldas.

## Description
Les mâles mesurent de 23,5 à 24 mm

## Étymologie
Son nom d'espèce lui a été donné en référence au lieu de sa découverte, les montañas de Mache.

## Publication originale
- Guayasamin & Bonaccorso, 2004 : A new species of Glass Frog (Centrolenidae: Cochranella) from the lowlands of northwestern Ecuador, with comments on the Cochranella granulosa group. Herpetologica, vol. 60, no 4, p. 485-494 (texte intégral).